# Kemendollár
Kemendollár község Zala vármegyében, a Zalaegerszegi járásban. Helyi önkormányzata Pókaszepetken működik. Kemend és Ollár települések egyesítésével jött létre, mai neve a két településnév összevonásából keletkezett. Kemend neve a szláv eredetű kámeny (kő) szó magyar „d” képzővel ellátott változata lehet, az Ollár pedig valószínűleg francia eredetű személynévből származik (franciául az „aulard” szó hentest jelent).

## Fekvése
A vármegye északi részén, a Zala folyó partján fekvő aprófalu.

## Közlekedés

### Közút
A település a Sümeg–Zalabér–Zalaegerszeg között húzódó 7328-as út mellett fekszik, amely a végponti települések elérése mellett a Veszprém, Győr és Zalaszentgrót felé történő közlekedésnek is egy lehetséges útvonala. Az út csak Ollár falurészen vezet végig, Kemendre (és a zsákfalunak számító Vöcköndre) csak a bő 3 kilométer hosszú, 73 221-es mellékút vezet. Keleti határszélét egy aránylag rövid szakaszon érinti a Zalaszentmihály-Pókaszepetk közti 7362-es út is.
A község sűrű autóbusz-közlekedéssel rendelkezik. Elsősorban Zalaegerszegről érhető el elővárosi és helyközi járatokkal, de sok busz érkezik Zalaszentgrót felől is; továbbá Sümeg és Veszprém is elérhető a településről.

### Vasút
Közvetlenül a Bajánsenye–Zalaegerszeg–Ukk–Boba-vasútvonal mellett fekszik; egy vasúti megállóval rendelkezik (Kemendollár megállóhely). Az elővárosi vonatok többsége megáll a településen, de pár távolsági járat is szolgálja település közlekedését. A községből Zalaegerszeg és Celldömölk könnyen elérhető.

## Története

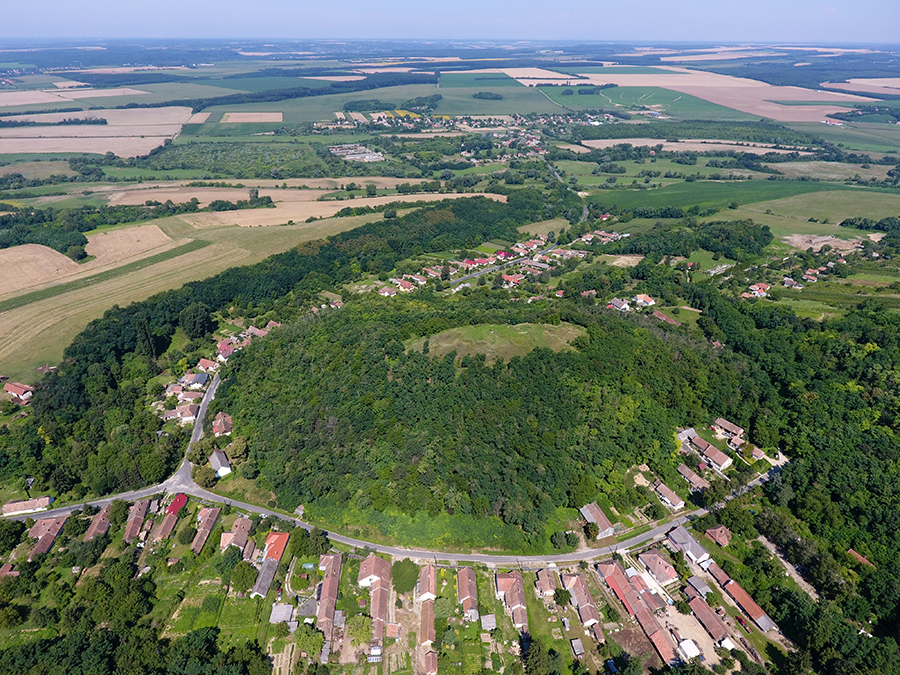
Kemendi vár légi felvételen (Kemendollár)

Kemendollár két település: Kemend és Ollár egyesüléséből keletkezett 1895-ben.
A település északnyugati részének, Ollár, első említése 1292-ből való, lakói nemesek voltak. A délkeleti rész, Kemend első említése pedig 1328-ból származik.
Ekkor már állt a település határában egy vár, amely a törökök idején fontos szerepet játszott a védekezésben. Mindazonáltal a két települést a törökök pusztításai felszámolták.
A terület újabb benépesítését az új birtokosok, a Festeticsek végezték a 18. században. A törökök elvonultával a vár jelentősége megszűnt, így nagyrészt lebontották és építőanyagként használták fel uradalmi épületek és 1746-ban egy kápolna építéséhez. A két falu egyesítése a 19. század közepén történt, majd fejlődésnek nagy löketet adott az 1890-ben elkészült Ukk–Csáktornya vasútvonal létrejötte, amely keresztezte a települést.
A kedvező közlekedési adottságoknak azonban hátránya is volt, elvándorlás sújtja a települést, mivel az 1950-es-60-as években nagy ütemben iparosodó Zalaegerszegre költöztek és költöznek a településről.

### Kemend vára
Kemend és Ollár egyesítésével létrejött Kemendollár kemendi településrésze öleli körül azt a mintegy 250 méter magas dombot, melyen valaha a vár állt. Alapításáról nem maradt fenn oklevél, de korai magját valószínűleg a környéket magáénak tudó Héder nemzetségbeli Kakas família emeltette.
1357-ben Kakas Miklós fiai, János és Henrik osztoztak Kemenden és a hozzá tartozó jobbágyfalvakon. A Kakas fivérek Károly Róbert királytól kapták cserébe Léka váráért. Leszármazottaik a birtok után felvették a kemendi nemesi előnévből származtatott családnevet. Kemend vára 1370-ben volt először említve az oklevelekben Castrum Kemend néven.
A Kemendiek csatlakoztak a Zsigmond magyar király elleni sikertelen lázadáshoz. A hűtlenségbe esett Kemendiektől a várat és birtokot a  király elvette, és 1403. november 6-án Gersei Pethő Jánosnak és Tamásnak adományozta, de ebbe a Kemendiek nem nyugodtak bele, és rövidesen Kakas Henrik fia András és Kakas László fia János 1403-ban német zsoldosokkal elfoglalták Kemend várát és 1404-ben hozzá tartozott falvakat: Olaszfalu, Estvánd (vámmal), Henye (vámmal), Gyékényes és Pozva Zala vármegyéből, Olaszka, Kalocsa és Kovácsi Vas vármegyéből.
A Pethő família végül 1405-ben szabályos ostrommal vívta vissza jogos tulajdonát. Az eset részleteiről egy korabeli oklevél tudósít, miszerint a Pethő Tamás és Erdélyi Antal somlói várnagy vezette ostromló hadnak csak hosszas viadal után adták át az erődítményt, a szabad elvonulás mellett még pénzt, lovakat, ökröket valamint egy kényelmes utazóhintót követelve cserében. Ez utóbbi Kakas László özvegyét illette meg.
Az Albert magyar király halálát követő zavaros időkben Luxemburgi Erzsébet királyné és Cillei Ulrik emberei foglalták el a várat, de 1440-ben Cillei kötelezte magát a vár visszaadására.
A török hódoltság alatt a Pethők uralták. A kisméretű erősség betagolódott az egyre nagyobb területeket uralmuk alá hajtó oszmánok ellen kialakított királyi végvárrendszerbe. A Bécsi Haditanács megbízásából 1569-ben Turco itáliai hadmérnök járt falai között, innen ismerjük a végház alaprajzát. A rajz szerint a vár közepén álló kerek öregtornyot, a körülötte levő különböző rendeltetésű lakóépületeket, a hosszúkás dombhoz alkalmazkodó szabálytalan alaprajzú várfal fogta közre. A várfalat bástyák erősítették, melyet külső palánkfal vett körül.
A korszak haditechnikájának megfelelően megépített erődítmény nem számított komolyabb várnak. Az itt állomásozó csekély létszámú őrség csak a kisebb lovasportyáknak tudott ellenállni. Az 1664-ben Bécs felé vonuló hatalmas török sereg felégette, súlyosan megrongálta, amiről Evlija Cselebi világutazó is megemlékezett naplójában.
Ezután még valamilyen mértékben helyreállították, mert egy 1690-es dokumentum említi, de ekkor már a várnak hadi jelentősége nem volt. Végső pusztulása az 1700-as évek elején következett be, amikor II. Rákóczi Ferenc szabadságharcának leverése után császári parancsra a még álló falakat felrobbantották, majd építőanyagként használták fel uradalmi épületek és 1746-ban egy kápolna építéséhez. Az egyre jobban fogyatkozó maradványokat végül 1863-ban a pókaszepetki plébánia templom építkezéséhez illetve a vasúti töltéshez használták fel.

## Közélete

### Polgármesterei
- 1990–1994: Németh Károly (független)[4]
- 1994–1998: Németh Károly (független)[5]
- 1998–2002: Koronczi László (független)[6]
- 2002–2006: Koronczi László (független)[7]
- 2006–2010: Koronczi László (független)[8]
- 2010–2014: Koronczi László (független)[9]
- 2014–2019: Németh László (független)[10]
- 2019–2024: Németh László (független)[11]
- 2024– : Illés Dominik (független)[1]

## Népesség
A település népességének változása:
| Lakosok száma | 523  | 513  | 510  | 475  | 436  | 445  | 449  |
|               | 2013 | 2014 | 2015 | 2021 | 2022 | 2023 | 2024 |

A 2011-es népszámlálás idején a nemzetiségi megoszlás a következő volt: magyar 99,1%. A lakosok 72,7%-a római katolikusnak, 1,71% evangélikusnak, 4,38% felekezeten kívülinek vallotta magát (20,57% nem nyilatkozott).
2022-ben a lakosság 96,6%-a vallotta magát magyarnak, 1,1% németnek, 0,9% cigánynak, 0,2% ukránnak, 2,5% egyéb, nem hazai nemzetiségűnek (3% nem nyilatkozott; a kettős identitások miatt a végösszeg nagyobb lehet 100%-nál). Vallásuk szerint 61,2% volt római katolikus, 1,1% evangélikus, 0,9% református, 0,5% görög katolikus, 2,1% egyéb katolikus, 5,5% felekezeten kívüli (28,7% nem válaszolt).